# Srednji Lipovec
Srednji Lipovec (Duits: Mitterlindenheim of Mitterlippowitz) is een plaats in Slovenië en maakt deel uit van de gemeente Žužemberk in de NUTS-3-regio Jugovzhodna Slovenija. De plaats telde 94 inwoners op 1 januari 2020.